# Ràtzia de 904
La Ràtzia de 904 fou una campanya de l'Emirat de Còrdova contra els comtats de Pallars i Ribagorça.

## Antecedents
L'agost del 872 Bernat de Gòtia moria assassinat per un vassall de Bernat Plantapilosa i Oliba II fou restituït en el comtats de Carcassona i Rasés, i Plantapilosa va governar Tolosa i Llemotges. El Pallars i la Ribagorça s'escaparen del seu control, atès que els partidaris del comte assassinat crearen una dinastia nova iniciada per Ramon II de Pallars i Ribagorça.
El 897, Llop ibn Muhàmmad atacà el comtat de Barcelona, matant Guifré el Pilós l'11 d'agost. Poc després va ocupar Tudela, Tarassona, Àlaba, Toledo i va assolar els camps de Jaén.

## Ràtzia de 904
En 904 Llop ibn Muhàmmad va sortir de Balaguer per enfrontar-se amb el comte Ramon II de Pallars i Ribagorça, prenent els castells de Sarroca de Bellera, Castissent i Mola de Baró, assolint la màxima extensió dels seus dominis. Va causar grans destrosses i saquejos pel comtat pirinenc; van morir set-centes persones i en va capturar prop de mil, entre elles el fill del comte, Isarn.

## Conseqüències
El 905 el seu aliat Fortuny Garcés de Pamplona fou deposat per Sanç I de Navarra, i el 907 Llop ibn Muhàmmad va intentar atacar Pamplona però amb resultats nefastos. Poc temps després, Llop va caure en una emboscada preparada per Sanç I de Navarra i fou assassinat.
Isarn, que estava pres a Tudela, fou alliberat el 918